# 服部住吉神社
服部住吉神社（はっとりすみよしじんじゃ）は、大阪府豊中市服部にある神社。旧社格は村社。宗教法人としての名称は住吉神社。服部天神宮と並んで服部を代表する神社である。

## 祭神
- 主祭神 - 住吉三神、息長足姫命

## 歴史
創建の時期については詳らかでないものの、仁平2年（1152年）に本殿・鳥居等を再建した、との記録が社記に残されておりそれ以前と推測される。
天正6年（1578年）の織田信長による荒木村重討伐時に兵火により焼失するが、元和8年（1622年）に再建された。
明治時代になると村社に列せられている。
1947年（昭和22年）に失火により全焼した。仮社殿を経て、本格再建に当たっては中之島から大阪城内に遷座されることになった豊國神社の旧社殿を譲り受け、1961年（昭和36年）に復興された。

## 境内
- 本殿 - 1961年（昭和36年）に豊國神社から移築。
- 幣殿 - 1961年（昭和36年）に豊國神社から移築。
- 拝殿 - 1961年（昭和36年）に豊國神社から移築。
- 能舞台（神楽殿、国登録有形文化財） - 1898年（明治31年）建立で、大阪府下では最古の能舞台として1998年（平成10年）に国の登録有形文化財に登録されている[2][3]。最初は大阪博物場（現・大阪商工会議所）に建立され、1927年（昭和2年）に大阪天満宮に移築されたものが、1977年（昭和52年）の住吉神社大造営に際して現在の位置へ再移築された[3]。その際、能舞台の鏡の間は分離されて服部天神宮に移築されている。例年8月の薪能をはじめ、年に数回能や狂言が催される。
- 社務所
- 神門

### 摂末社
- 住吉稲荷社
- 住吉龍神社

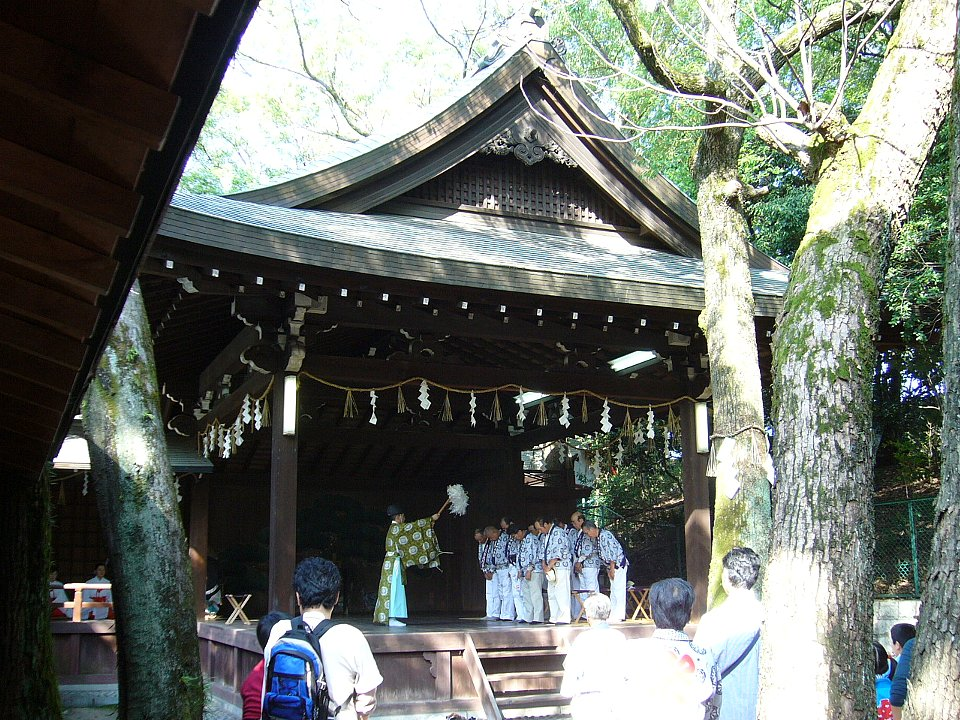
能舞台
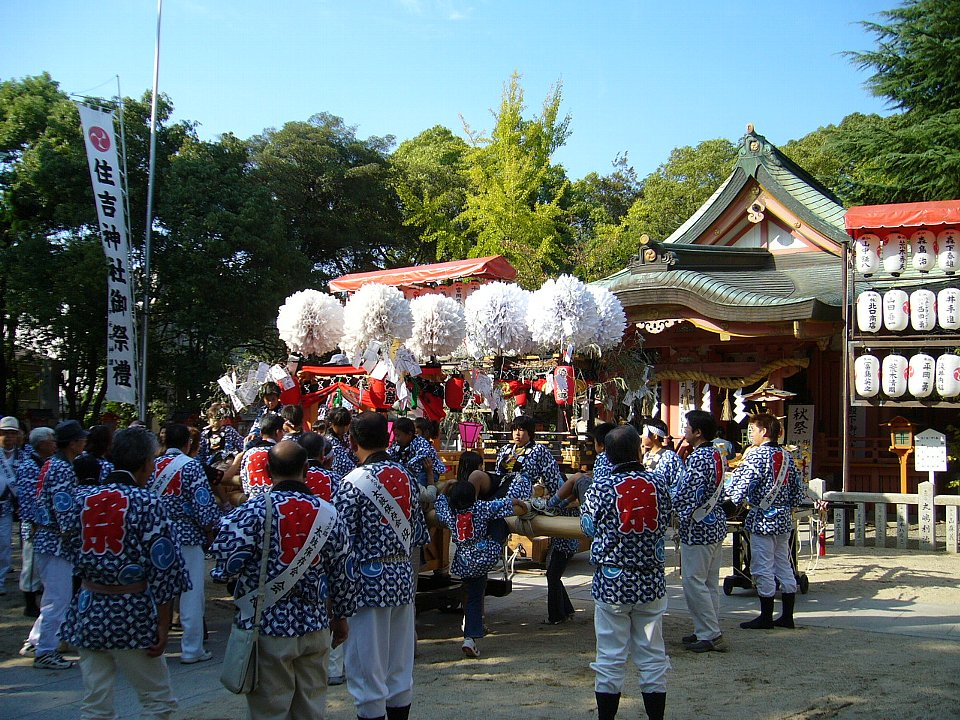
例大祭の神輿

## 文化財

### 国登録有形文化財
- 能舞台

## 祭事
- 1月1日 歳旦祭
- 6月30日 夏越大祓式
- 7月31日 夏祭
- 10月15日 例祭
- 12月31日 晦大祓式

## 現地情報
所在地
- 大阪府豊中市服部南町2丁目3-31

交通アクセス
- 最寄駅：阪急宝塚本線服部天神駅下車後、徒歩約5分
- 国道176号　服部駅前交差点から徒歩3分